# NHK出雲ラジオ放送所
NHK出雲ラジオ放送所（エヌエイチケイいずもラジオほうそうしょ）は、島根県出雲市にあるNHK松江放送局のAMラジオ放送送信所で、同放送局におけるラジオ親局である。

## 概要
- 当放送所は、出雲市小山町に置かれ、県内東部などの広範囲に電波を発射している。
- なお、テレビ・FMの送信所については松江・米子 テレビ・FM放送所を、BSS山陰放送ラジオの松江中継局についてはBSS出雲ラジオ中継局をそれぞれ参照。

## 放送所概要
| 周波数（kHz） | 放送局名   | コールサイン | 出力 | 放送対象地域 | 放送区域内世帯数 |
| 1296          | NHK松江第1 | JOTK         | 10kW | 島根県       | 約20万世帯       |
| 1593          | NHK松江第2 | JOTB         | 10kW | 全国         | 約20万世帯       |